# Frank Capra Jr.
Frank Capra Jr., właśc. Frank Warner Capra (ur. 20 marca 1934 w Los Angeles, zm. 19 grudnia 2007 w Filadelfii) – amerykański producent filmowy, syn reżysera Franka Capry.

## Życiorys
Urodził się w Los Angeles jako syn Lucille Rayburn Warner i reżysera Franka Capry. Planował zostać naukowcem, a w 1955 uzyskała dyplom z geologii.
Stał na czele firmy Screen Gams. W wytwórni tej powstały wówczas między innymi takie produkcje jak 28 dni, Boskie sekrety siostrzanego stowarzyszenia Ya-Ya, Szkoła uczuć czy Teren prywatny.
Był także producentem dwóch sequeli Planety Małp, a także pracował przy reżyserii seriali pt. Gunsmoke i Dennis the Menace.
Jego dwaj synowie – Frank Capra III i Jonathan Capra – byli asystentami reżyserów.
Zmarł 19 grudnia 2007 w Filadelfii w wieku 73 lat na raka gruczołu krokowego.

## Filmografia
- 1971: Ucieczka z Planety Małp – asystent producenta
- 1972: Podbój Planety Małp – asystent producenta
- 1972: Zagraj to jeszcze raz, Sam – asystent producenta
- 1973: Bitwa o Planetę Małp – asystent producenta
- 1981: Oko za oko – producent
- 1984: Podpalaczka – producent